# Neodohrniphora elongata
Neodohrniphora elongata är en tvåvingeart som beskrevs av Brown 2001. Neodohrniphora elongata ingår i släktet Neodohrniphora och familjen puckelflugor. Inga underarter finns listade i Catalogue of Life.